# Суровцов, Михаил Ильич
Михаил Ильич Суровцов (1769—1833) — русский кораблестроитель конца XVIII — начала XIX века, корабельный мастер, построил более 50 кораблей различного ранга и класса для Российского императорского флота, инспектор Корпуса корабельных инженеров и начальник корабельных инженеров Черноморского флота, инженер-генерал-майор.

## Биография
Михаил Ильич Суровцов родился 1 января 1769 года.

### Ранние годы
На службу поступил 1 января 1780 года мачтовым учеником в Таганрогское адмиралтейство. 1 сентября 1783 года определён в тиммерманские ученики. 1 мая 1789 года произведён в обученные тиммерманы. 27 февраля 1794 года Суровцов получил первый офицерский чин — произведён в корабельные подмастерья ранга прапорщика. 1 мая 1796 года повышен в чине до поручика.

### Корабельный мастер
2 ноября 1798 года Суровцов был произведён в корабельные мастера майорского ранга и назначен для дальнейшего прохождения службы на Черноморский флот в Херсонское адмиралтейство.
4 ноября 1798 года Суровцов заложил на Херсонской верфи 74-пушечный линейный корабль «Святая Параскева», а 6 декабря того же года параллельно приступил к строительству 110-пушечного линейного корабля «Ягудиил» (спущен на воду 17 ноября 1800 года). Корабль «Святая Параскева» строился по проекту корабельных мастеров А. С. Катасанова, Д. А. Масальского и В. А. Сарычева. Впервые в практике отечественного кораблестроения на этом корабле бак и ют был соединён сплошной палубой, что позволило усилить огневую мощь и улучшить управление парусами. Корабль был спущен на воду 6 ноября 1799 года, и в этот же день Суровцев заложил 44-пушечный фрегат «Назарет» (спущен на воду 12 октября 1800 года). 15 июля 1800 года корабел был произведён в 7-й класс Табели о рангах, а 27 ноября того же года Высочайшим повелением пожалован полугодовым жалованием за постройку линейного корабля «Ягудил».
14 июля 1801 года Суровцов заложил 76-пушечный линейный корабль «Правый» (спущен на воду 10 июля 1804 года). При строительстве впервые в отечественной практике корпус линейного корабля был скреплён медными болтами и обшит медными листами. В 1803 году М. Суровцов был назначен первоприсутствующим в контрольной экспедиции в Херсонском порту. 5 июня 1803 года начал строительство 32-пушечного фрегата «Воин», который был спущен на воду 26 октября 1804 года. В следующем году заложил однотипный «Воину» фрегат «Лилия» (спущен 30 октября 1806 года).

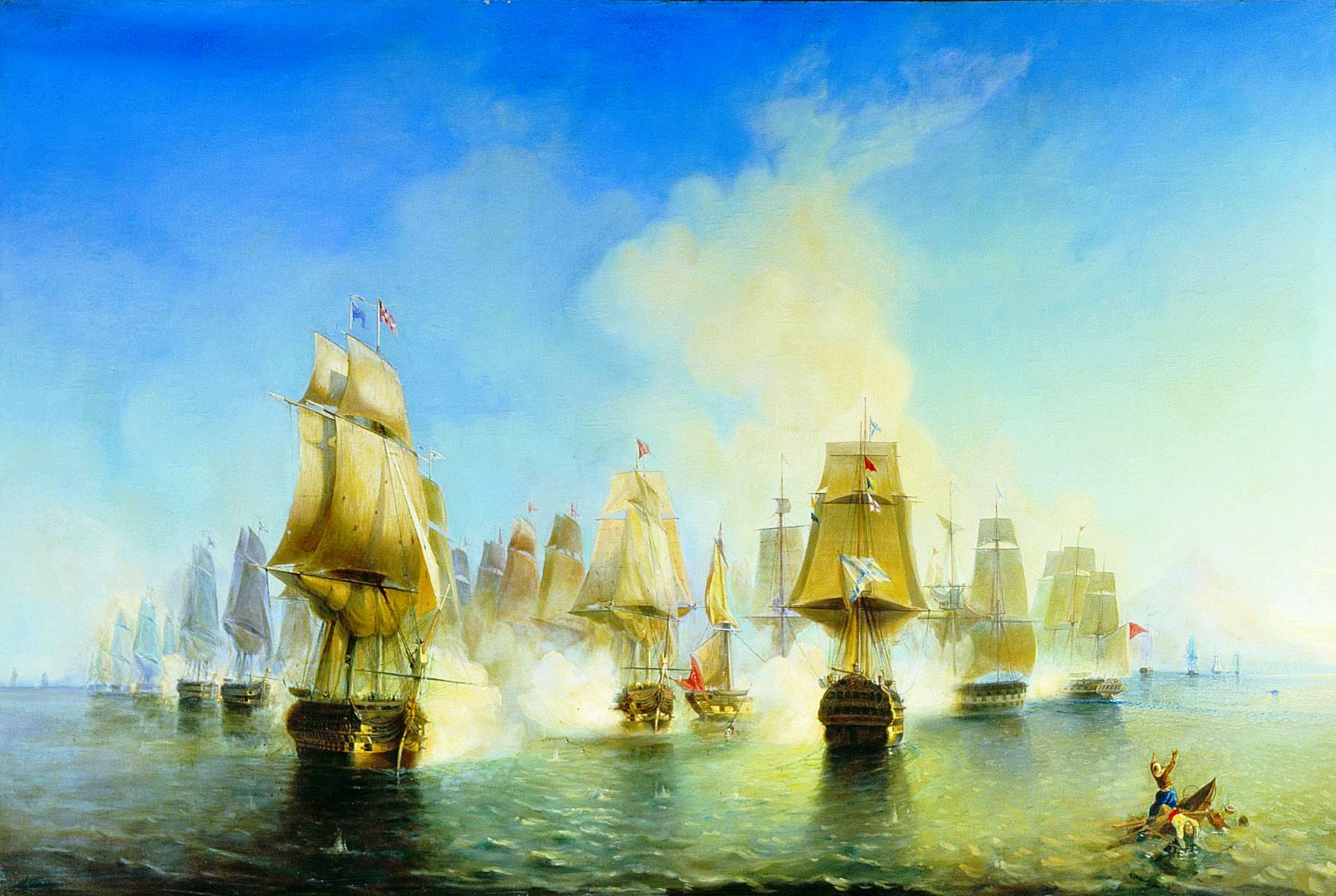
«Афонское сражение 19 июня 1807 года» картина А. П. Боголюбова

5 февраля 1806 года заложил 74-пушечный линейный корабль «Анапа» (спущен 30 сентября 1807), а 20 октября того же года начал строить 110-пушечный линейный корабль 1 ранга «Полтава» (спущен 20 июня 1808 года). В 1807 году за отличие Суровцов был награждён орденом Святого Владимира 4-й степени. В 1807 году корабельный мастер заложил три однотипных 74-пушечных линейных корабля «Мария» (спущен 12 ноября 1808), «Дмитрий Донской» (спущен 6 ноября 1809) и «Азия» (спущен 5 августа 1810).
В 1808 году Суровцов был произведён в 6-й класс Табели о рангах. 12 ноября 1808 года заложил 110-пушечный линейный корабль «Двенадцать апостолов» (спущен 31 мая 1811).
26 октября 1809 года кораблестроитель заложил 32-пушечный фрегат «Африка» (спущен 3 июня 1811), 4 февраля 1810 года приступил к постройке 74-пушечного линейного корабля «Максим Исповедник» (спущен 9 июня 1812), 9 марта 1812 года начал строительство двух 32-пушечных фрегатов «Спешный» и «Везул» (спущены в ноябре 1813 года), 18 сентября 1812 года заложил 110-пушечный линейный корабль «Париж» (спущен на воду 22 ноября 1814 года). В 1813 году корабел начал строительство 74-пушечного линейного корабля «Красной», который спустил на воду 16 мая 1816 года и в тот же день заложил 44-пушечный фрегат «Евстафий» и 74-пушечный линейный корабль «Скорый». 12 декабря 1816 года Суровцов был пожалован в 5 класс. В 1818 году за оригинальный проект и постройку 74-пушечного корабля «Скорый» император Александр I лично пожаловал бриллиантовый перстень кораблестроителю.
За 22 года службы на Херсонской верфи корабельный мастер Суровцов построил 44 судна различного ранга и класса, из них 13 линейных кораблей, 7 фрегатов, два транспорта, плавучую батарею, 21 канонерскую лодку. Все корабли принимали участие в русско-турецкой войне.
В 1820 году, по просьбе командующего Черноморским флотом вице-адмирала А. С. Грейга, корабельный мастер Суровцов был переведён в город Николаев и назначен исправляющим должность советника Черноморской исполнительной экспедиции кораблестроительного отделения. В 1822 году за проведение через мелкий Днепровский лиман 110-пушечного корабля «Император Франц» по новому, им самим выработанному проекту, Суровцов был удостоен ордена Святой Анны 2-й степени. В 1825 году назначен исправляющим должность начальника кораблестроительного отделения. В 1826 году был произведён в 4-й класс Табели о рангах с назначением помощником обер-интенданта Черноморского флота контр-адмирала Ф. И. Цаца. В следующем году переименован в инженер-генерал-майоры и назначен инспектором Корпуса корабельных инженеров. В 1829 году награждён орденом Святого Владимира 3 степени.
22 июля 1828 года в Спасском адмиралтействе Николаева Суровцов заложил 84-пушечный линейный корабль «Анапа», который спустил на воду 7 сентября 1829 года и приступил к строительству однотипного ему линейного корабля «Императрица Екатерина II». В 1829—1831 года параллельно на верфь А. А. Перовского в Николаеве вёл строительство трёх 60-пушечных фрегатов «Варна» (спущен 16 августа 1830), «Энос» (спущен 10 октября 1831) и «Бургас» (спущен 7 ноября 1832).
11 февраля 1831 года, после присоединения корпуса корабельных инженеров Черноморского флота к корпусу Балтийского флота, Суровцов был назначен начальником корабельных инженеров и председателем кораблестроительного и учёного комитета.
Умер Михаил Ильич Суровцов 3 января 1833 года в Николаеве.